# Plac Teatralny w Warszawie

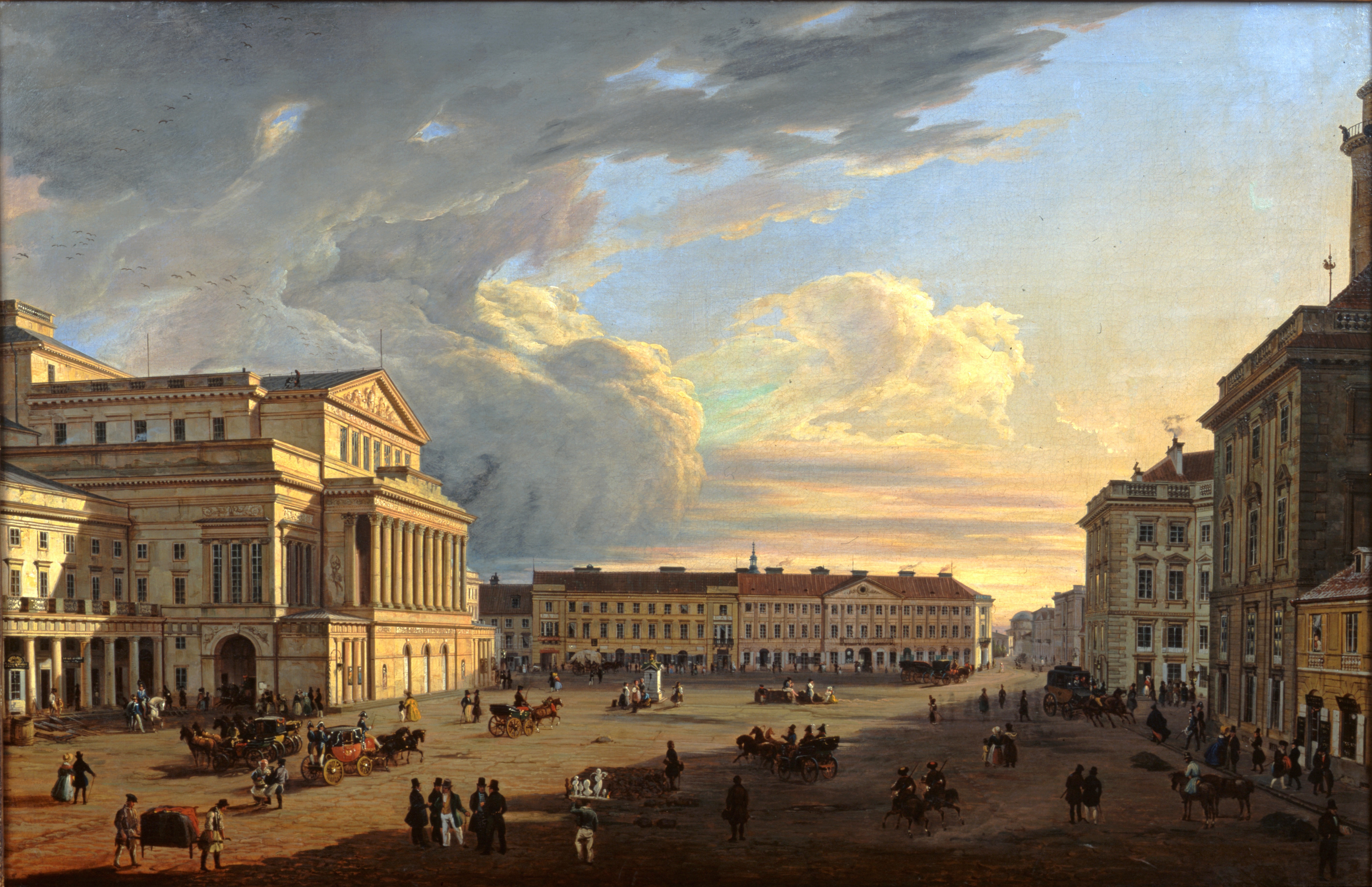
Plac Teatralny, Marcin Zaleski, 1838

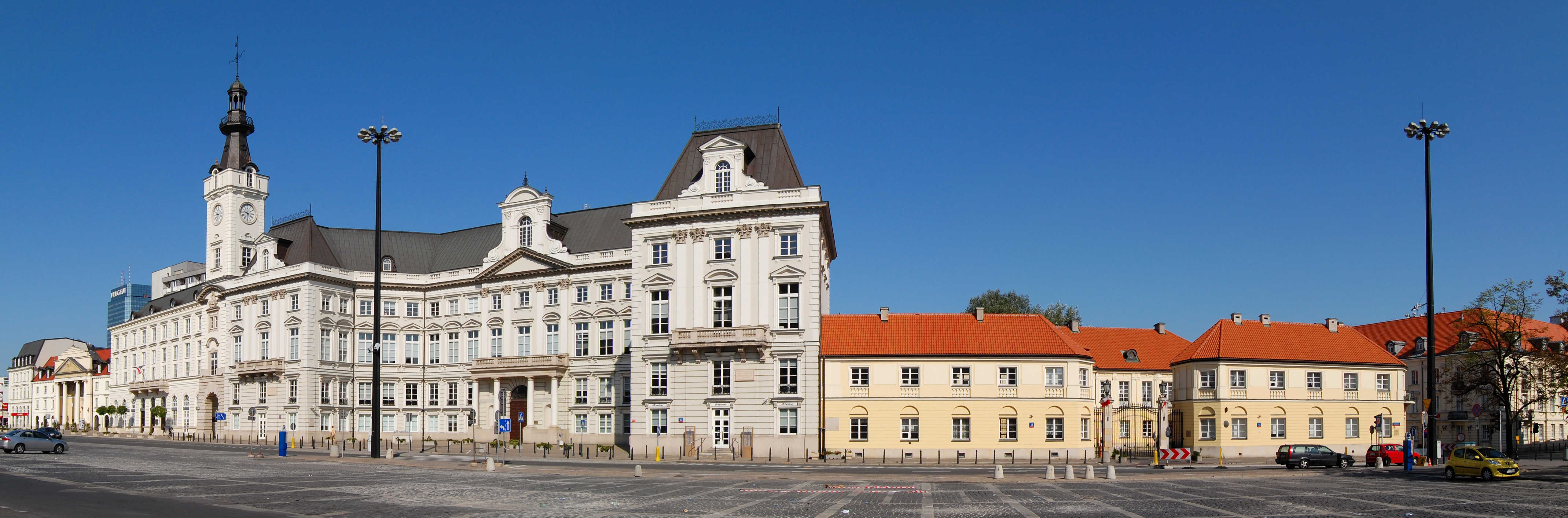
Północna pierzeja placu Teatralnego z pałacem Jabłonowskich i pałacem Blanka

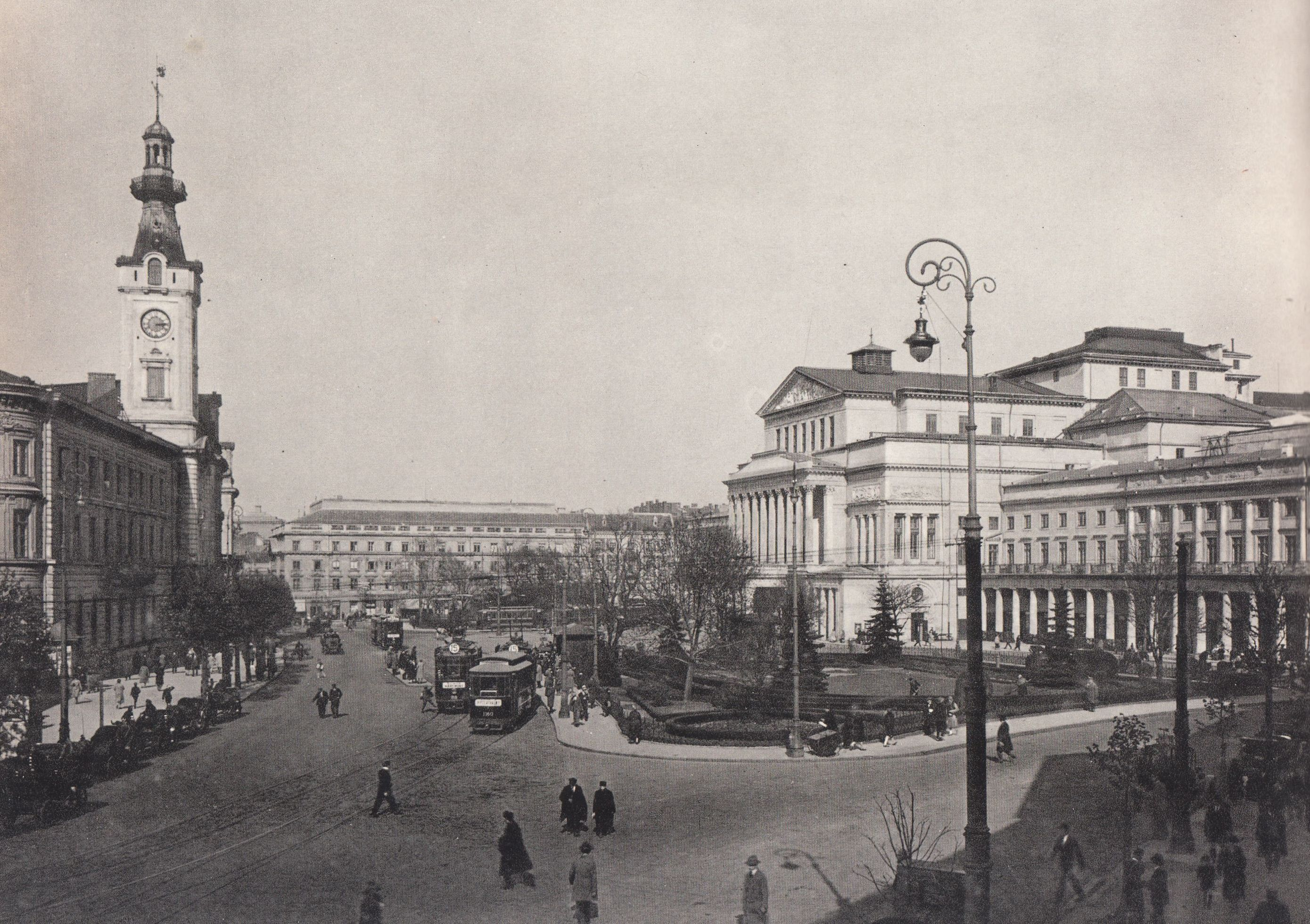
Plac Teatralny ok. 1925, po lewej budynek pałacu Jabłonowskich

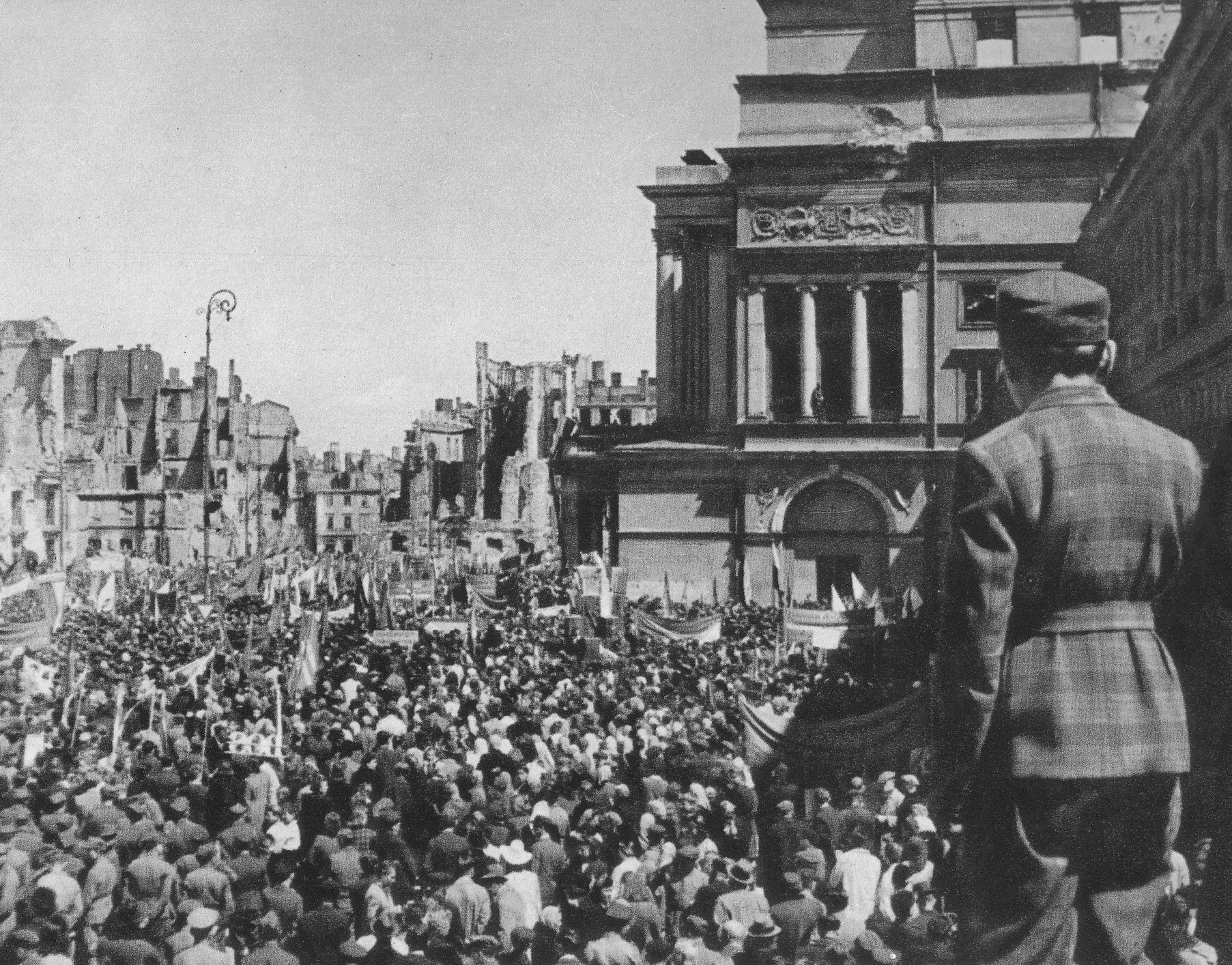
Manifestacja mieszkańców Warszawy po kapitulacji III Rzeszy, 9 maja 1945

Plac Teatralny – plac w Śródmieściu Warszawy, położony między wylotami ulic: Senatorskiej, Moliera, Bielańskiej i Wierzbowej.

## Historia
Plac powstał w dwóch etapach. Około 1808 na miejscu zlikwidowanego targowiska Pociejów i rozebranego pałacu Pociejowskiego utworzono najpierw ogród, a później niewielki plac nazwany placem Pociejowskim. W 1825 rozebrano znajdujący się obok Marywil. Pozyskany teren wykorzystano pod budowę monumentalnego gmachu Teatru Wielkiego oraz utworzenie kolejnego placu. Plac ten połączono z placem Pociejowskim i nazwano Marywilskim. Nazwa plac Teatralny zaczęła być używana ok. 1840.
Po przeniesieniu w 1818 siedziby władz miejskich do pałacu Jabłonowskich plac stał się centrum życia miasta. W 1838 plac przedstawił na swym obrazie Marcin Zaleski.
Na placu w czasie powstania styczniowego i rewolucji w 1905 miały miejsce wielkie manifestacje patriotyczne.
W okresie międzywojennym plac był ważnym węzłem komunikacyjnym, m.in. przecinało go kilka linii tramwajowych. W 1936 przed gmachem teatru odsłonięto pomnik Wojciecha Bogusławskiego.
We wrześniu 1939 w pałacu Jabłonowskich mieścił się sztab cywilnej obrony Warszawy.
W czasie wojny zniszczone zostały m.in. gmach teatru, pomnik Bogusławskiego i budynki w północnej pierzei placu; ocalał najmniej uszkodzony pałac Blanka.
Po ogłoszeniu kapitulacji III Rzeszy, 9 maja 1945 na placu odbyła się wielka manifestacja mieszkańców.
Na początku lat 60. po wschodniej stronie ul. Bielańskiej wzniesiono trzy wieżowce, będące częścią osiedla Bielańska-WZ-Długa (według innego źródła osiedla Plac Teatralny), zaprojektowanego przez Jerzego Czyża, Jana Furmana i Andrzeja Skopińskiego. Ich lokalizacja wzbudziła kontrowersje.
W 1964 w miejscu zniszczonego pałacu Jabłonowskich ustawiono pomnik Bohaterów Warszawy. W 1965 odsłonięto zrekonstruowany pomnik Wojciecha Bogusławskiego oraz pomnik Stanisława Moniuszki. Plac wyłożono kostką bazaltową z podolskiego kamieniołomu zdjętą z ul. Żwirki i Wigury.
W latach 90. zrekonstruowano pałac Jabłonowskich i kościół św. Andrzeja, co zakończyło proces przywracania zabudowy przy placu.
Centralną część placu zajmuje parking dla samochodów.

## Ważniejsze obiekty
- Pałac Blanka
- Pałac Jabłonowskich
- Teatr Wielki
- Kamienica Petyskusa
- Pomnik Stanisława Moniuszki
- Pomnik Wojciecha Bogusławskiego
- Południk Warszawski (pomnik Geodezji Europejskiej)
- Kościół św. Brata Alberta i św. Andrzeja Apostoła
- Muzeum Wódki w Warszawie

## Obiekty nieistniejące
- Marywil
- Pociejów
- Kamienica Mikulskiego.